# Kotschkino
Kotschkino (russisch Кочкино, deutsch Popowken, 1938–1945 Neusobrost) ist ein Ort in der russischen Oblast Kaliningrad (Gebiet Königsberg (Preußen)). Er liegt im Südosten des Rajon Prawdinsk (Kreis Friedland (Ostpr.)) und gehört zur Gorodskoje posselenije Schelesnodoroschnoje (Stadtgemeinde Schelesnodoroschny (Gerdauen)).

## Geographische Lage
Kotschkino liegt fünf Kilometer nordwestlich von Krylowo (Nordenburg) an einer Nebenstraße, die Obilnoje (Klein Sobrost) an der russischen Fernstraße A 196 (ehemalige deutsche Reichsstraße 131) mit Saretschenskoje ((Groß) Sobrost) und Panfilowo (Klonofken, 1938–1945 Dreimühl) verbindet. Ein Bahnanschluss besteht nicht.

## Geschichte
Der früher Popowken genannte Gutsbezirk gehörte 1874 zu den sieben Kommunen, die den neu errichteten Amtsbezirk Sobrost (russisch: Saretschenskoje) bildeten. Er lag im Landkreis Gerdauen im Regierungsbezirk Königsberg der preußischen Provinz Ostpreußen.
Im Jahre 1910 hatte Popowken 315 Einwohner. Am 24. Mai 1911 wurde der Gutsbezirk Popowken in die Landgemeinde gleichen Namens umgewandelt. 1933 zählte die Gemeinde mit den Ortsteilen Charlottenburg (russisch: Smolnoje), Klein Sobrost (Obilnoje) und Waldeck 492 Einwohner, deren Zahl sich bis 1939 auf 534 steigerte.
Am 3. Juni 1938 (mit amtlicher Bestätigung vom 16. Juli 1938) erhielt Popowken aus politisch-ideologischen Gründen den neuen Namen „Neusobrost“. Nachdem der Ort 1945 mit dem nördlichen Ostpreußen zur Sowjetunion kam, nannten deren Behörden Popowken 1947 in „Kotschkino“ um.
Bis zum Jahr 2009 war Kotschkino innerhalb der seit 1991/92 russischen Oblast Kaliningrad in den Krylowski sowjet (Dorfsowjet Krylowo (Nordenburg)) eingegliedert und ist seither – aufgrund einer Struktur- und Verwaltungsreform – eine als „Siedlung“ (possjolok) eingestufte Ortschaft innerhalb der Gorodkoje posselenije Schelesnodoroschnoje (Stadtgemeinde Schelesnodoroschny (Gerdauen)) im Rajon Prawdinsk.

## Kirche
Mit seiner mehrheitlich evangelischen Bevölkerung war Popowken/Neusobrost bis 1945 in das Kirchspiel der heute auf polnischem Staatsgebiet gelegenen Kirche Assaunen (polnisch: Asuny) eingepfarrt. Es gehörte zum Kirchenkreis Gerdauen (russisch: Schelesnodoroschny) innerhalb der Kirchenprovinz Ostpreußen der Kirche der Altpreußischen Union. Letzter deutscher Geistlicher war Pfarrer Emil Stascheit.
Seit den 1990er Jahren liegt Kotschkino in der Kirchenregion Tschernjachowsk (Insterburg), die der neu gebildeten Propstei Kaliningrad der Evangelisch-Lutherischen Kirche Europäisches Russland (ELKER) zugeordnet ist.